# Álex de la Iglesia
Alejandro „Álex” de la Iglesia (n. 4 decembrie 1965, Bilbao, Comunitatea Autonomă a Țării Basce, Spania) este un regizor de film spaniol, scenarist, producător și fost artist de benzi desenate. A primit Premiul Goya pentru cel mai bun regizor.

## Filmografie

### Filme regizate
- Și urâții au drepturi (1993)
- Ziua Bestiei (1995)
- Perdita Durango (1997)
- Dying of Laughter (1999)
- Comunitatea (2000)
- 800 de gloanțe (2002)
- O crimă ferpectă (2004)
- Crimele din Oxford (2008)
- The Last Circus (2010)
- As Luck Would Have It (2011)
- Vrăjitoarele din Zugarramurdi (2013)
- Words with Gods (2014)
- My Big Night (2015)
- The Bar (2017)
- Balada tristă de trompetă (2020)
- Veneciafrenia (2022)
- El cuarto pasajero  (TBA)